# Gilles de Paris
Ne doit pas être confondu avec Gilles de Corbeil.
Gilles de Paris, ou Egidius Parisiensis, né vers 1160 et mort vers 1223 ou 1224, est un poète français. 

## Biographie
Il occupa la charge de chanoine de Saint-Marian à Auxerre. Il fut l'un des disciples de Pierre Riga. Philippe Auguste laissa à sa charge la rédaction d’un poème latin, le Carolinus, ou Karolinus, qui faisait du futur Louis VIII le descendant de Charlemagne en décrivant une généalogie, preuve de la continuité du pouvoir entre Carolingiens et Capétiens. 
Gilles de Paris et contemporain d'un autre poète et médecin du roi Philippe Auguste, Gilles de Corbeil.